# Tawakkul Karman
Tawakkul Karman (arabisk: توكل كرمان også skrevet Tawakul / Tawakel/ Tawakkel, født 7. februar 1979) er en yemenittisk journalist, politiker i Al-Islah og menneskerettighedsforkæmper. Tawakkul Karman grundlagde organisationen Kvindelige journalister uden lænker, hvor hun også er leder. Hun har arbejdet for pressefrihed i Yemen. Karman var også central i demonstrationerne ved universitetet i Sanaá vinteren 2011 under det arabiske forår. Hun blev arresteret under demonstrationerne og har siden modtaget flere mordtrusler. Hun er medlem af et politisk parti, som har forbindelser til det islamistiske Muslimske Broderskab
Karman blev tildelt Nobels fredspris i 2011 sammen med Leymah Gbowee og Ellen Johnson Sirleaf for "den ikke-voldelige kamp de har kæmpet for kvinders rettigheder i hele verden". Med sine 32 år var hun den daværende yngste modtager af fredsprisen nogensinde.